# Classica di Amburgo 2006
La Classica di Amburgo 2006 (ufficialmente Vattenfall Cyclassics per motivi di sponsorizzazione), undicesima edizione della corsa, si svolse il 30 luglio 2006 su un percorso di 250,5 km. Fu vinta dallo spagnolo Óscar Freire, che terminò la gara in 5h 30' 03" imponendosi al fotofinish in una volata di gruppo. Si piazzò secondo il velocista tedesco Erik Zabel e terzo l'italiano Filippo Pozzato.

## Percorso
La Vattenfall Cyclassics si corse su un circuito di 250,5 km attraverso la città di Amburgo e la campagna circostante. Il percorso era prevalentemente pianeggiante e adatto ai velocisti.

## Squadre e corridori partecipanti
Al via si presentarono le venti squadre del circuito ProTour. Invitate fra le squadre continentali furono l'inglese Barloworld, la tedesca Team Wiesenhof-AKUD e l'olandese Skil-Shimano.
| N.      | Cod. | Squadra                |
| ------- | ---- | ---------------------- |
| 1-8     | QSI  | Quick Step-Innergetic  |
| 11-18   | LSW  | Astana                 |
| 21-28   | CSC  | Team CSC               |
| 31-38   | TMO  | T-Mobile Team          |
| 41-48   | PHO  | Phonak Hearing Systems |
| 51-58   | GCE  | Caisse d'Epargne       |
| 61-68   | DSC  | Discovery Channel      |
| 71-78   | RAB  | Rabobank               |
| 81-88   | LAM  | Lampre-Fondital        |
| 91-98   | DVL  | Davitamon-Lotto        |
| 101-108 | GST  | Gerolsteiner           |
| 111-118 | SDV  | Saunier Duval-Prodir   |

| N.      | Cod. | Squadra             |
| ------- | ---- | ------------------- |
| 121-128 | C.A  | Crédit Agricole     |
| 131-138 | COF  | Cofidis             |
| 141-148 | EUS  | Euskaltel-Euskadi   |
| 151-158 | A2R  | AG2R Prévoyance     |
| 161-168 | MRM  | Team Milram         |
| 171-178 | LIQ  | Liquigas            |
| 181-188 | BTL  | Bouygues Télécom    |
| 191-198 | FDJ  | Française des Jeux  |
| 201-208 | BAR  | Team Barloworld     |
| 211-218 | WIE  | Team Wiesenhof-AKUD |
| 221-228 | SKS  | Skil-Shimano        |

## Ordine d'arrivo (Top 10)
| Pos. | Corridore         | Squadra      | Tempo    |
| ---- | ----------------- | ------------ | -------- |
| 1    | Óscar Freire      | Rabobank     | 5h30'03" |
| 2    | Erik Zabel        | Team Milram  | s.t.     |
| 3    | Filippo Pozzato   | Quick Step   | s.t.     |
| 4    | Nick Nuyens       | Quick Step   | s.t.     |
| 5    | Gerald Ciolek     | Wiesenhof    | s.t.     |
| 6    | Grégory Rast      | Phonak       | s.t.     |
| 7    | Samuel Dumoulin   | AG2R Prév.   | s.t.     |
| 8    | Giuliano Figueras | Lampre       | s.t.     |
| 9    | Danilo Napolitano | Lampre       | s.t.     |
| 10   | Manuele Mori      | Saunier Duv. | s.t.     |

## Punteggi ProTour
| Pos. | Corridore         | Squadra      | Punti |
| ---- | ----------------- | ------------ | ----- |
| 1    | Óscar Freire      | Rabobank     | 40    |
| 2    | Erik Zabel        | Team Milram  | 30    |
| 3    | Filippo Pozzato   | Quick Step   | 25    |
| 4    | Nick Nuyens       | Quick Step   | 20    |
| 5    | Grégory Rast      | Phonak       | 11    |
| 6    | Samuel Dumoulin   | AG2R Prév.   | 7     |
| 7    | Giuliano Figueras | Lampre       | 5     |
| 8    | Danilo Napolitano | Lampre       | 3     |
| 9    | Manuele Mori      | Saunier Duv. | 1     |

| Pos. | Squadra               | Punti |
| ---- | --------------------- | ----- |
| 1    | Quick Step-Innergetic | 45    |
| 2    | Rabobank              | 40    |
| 3    | Team Milram           | 30    |
| 4    | Phonak Cycling Team   | 11    |
| 5    | Lampre-Fondital       | 8     |
| 6    | AG2R Prévoyance       | 7     |
| 7    | Saunier Duval-Prodir  | 1     |

| Pos. | Nazione  | Punti |
| ---- | -------- | ----- |
| 1    | Spagna   | 40    |
| 2    | Italia   | 34    |
| 3    | Germania | 30    |
| 4    | Belgio   | 20    |
| 5    | Svizzera | 11    |
| 6    | Francia  | 7     |